# Vouacapoua
Vouacapoua är ett släkte av ärtväxter. Vouacapoua ingår i familjen ärtväxter.
Kladogram enligt Catalogue of Life:
| Vouacapoua | \| \| Vouacapoua americana \| \| \| \| \| \| Vouacapoua macropetala \| \| \| \| \| \| Vouacapoua pallidior \| \| \| \| |
|            | \| \| Vouacapoua americana \| \| \| \| \| \| Vouacapoua macropetala \| \| \| \| \| \| Vouacapoua pallidior \| \| \| \| |
|            | Vouacapoua americana                                                                                                   |
|            | |
|            | Vouacapoua macropetala                                                                                                 |
|            | |
|            | Vouacapoua pallidior                                                                                                   |
|            | |

## Bildgalleri

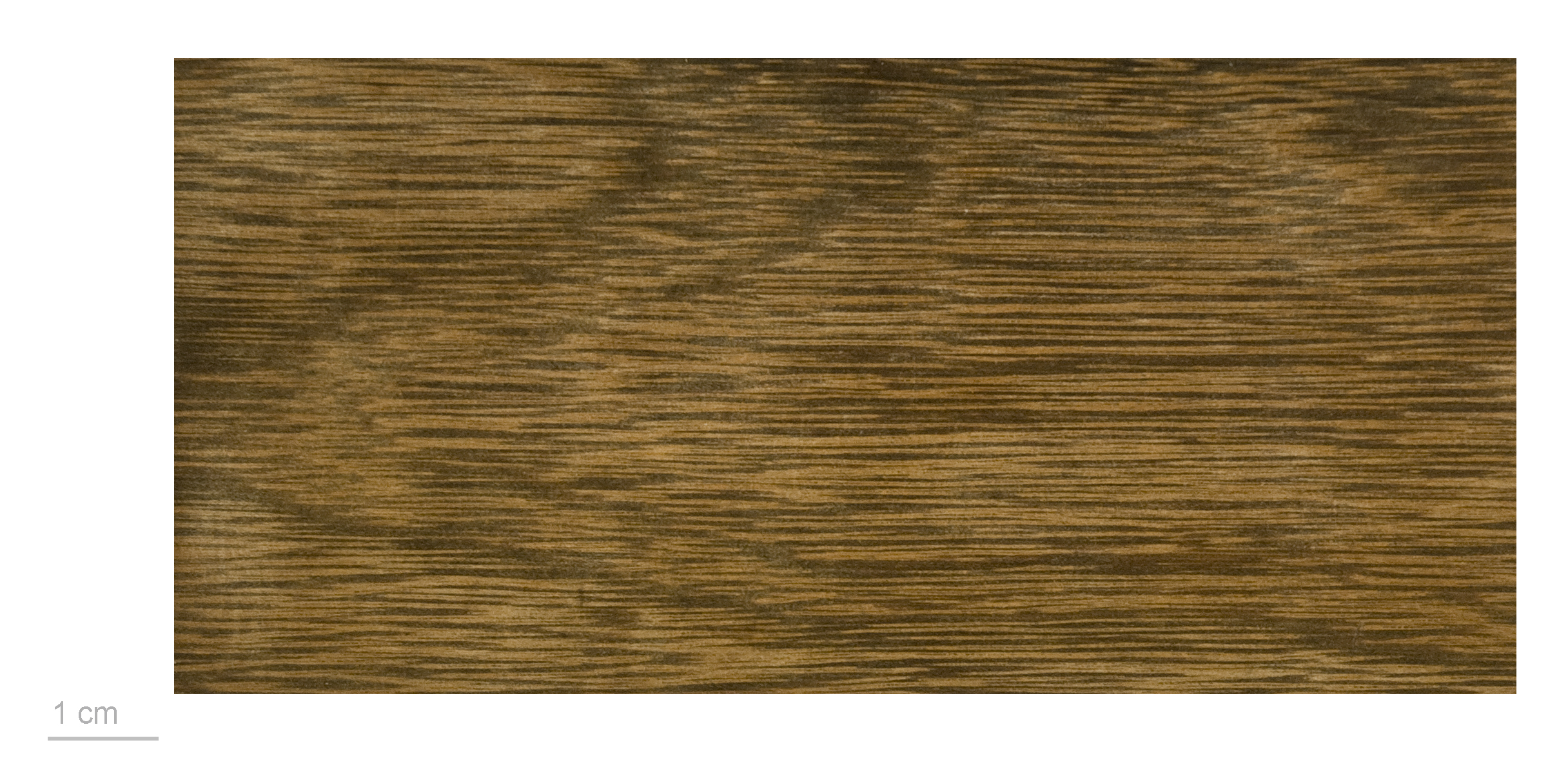